# Raymond Fiori
Pour les articles homonymes, voir Fiori.
Raymond Fiori est un footballeur français né le 21 janvier 1931 à Montbéliard (Doubs) et mort le 16 mai 1994 à Pouzauges (Vendée). Défenseur, il a joué au RCFC Besançon, au Racing Club de Lens, aux Girondins de Bordeaux, ainsi qu'au FC Nantes.

## Palmarès
- Vainqueur de la Coupe Charles Drago 1959 avec le RC Lens.
- Finaliste de la Coupe Charles Drago 1957 avec le RC Lens.